# 阿尔特里普
阿尔特里普是德国莱茵兰-普法尔茨州的一个市镇。总面积10.48平方公里，总人口7619人，其中男性3747人，女性3872人（2011年12月31日），人口密度727人/平方公里。